# (1991) Darwin
(1991) Darwin – planetoida z grupy pasa głównego asteroid okrążająca Słońce w ciągu 3 lat i 137 dni w średniej odległości 2,25 j.a. Została odkryta 6 maja 1967 roku w Yale-Columbia Southern Station przez Carlosa Cesco i Arnolda Klemolę. Nazwa planetoidy pochodzi od Charlesa Darwina (1809–1882), brytyjskiego przyrodnika, twórcy teorii ewolucji. Przed jej nadaniem planetoida nosiła oznaczenie tymczasowe (1991) 1967 JL.